# Frökkufjall
Frökkufjall är ett berg i republiken Island. Det ligger i regionen Austurland, 400 km öster om huvudstaden Reykjavík. Toppen på Frökkufjall är 882 meter över havet.
Trakten runt Frökkufjall är nära nog obefolkad, med mindre än två invånare per kvadratkilometer. Närmaste större samhälle är Vopnafjörður, omkring 15 kilometer nordväst om Frökkufjall. Trakten runt Frökkufjall består i huvudsak av gräsmarker.